# 파울리나 갈베스
파울리나 갈베스(Paulina Gálvez, 1969년 9월 14일 ~ )는 칠레의 배우이다.

## 출연 작품
- 블러드 레이크 (2005)
- 터미네이터 독 (2004)
- 페이스 오브 테러 (2003)
- 스페니쉬 아파트먼트 (2002)
- 타투 (2000)
- 작은 새 (1998)
- 코시 바 코시 (1993)